# Erebia cyclopius
Erebia cyclopius är en fjärilsart som beskrevs av Eduard Friedrich Eversmann 1844. Erebia cyclopius ingår i släktet Erebia och familjen praktfjärilar. Inga underarter finns listade i Catalogue of Life.